# Asociación Honoraria de Salvamentos Marítimos y Fluviales
La  Asociación Honoraria de Salvamentos Marítimos y Fluviales (ADES) es una asociación sin fines de lucro fundada en 1955. En la actualidad cuenta con 7 bases, más de 14 embarcaciones (todo tiempo y botes rápidos) preparadas especialmente para operaciones SAR y alrededor de 250 tripulantes voluntarios honorarios, que cubren guardias semanales 24 horas al día, 365 días del año. Prestan asistencia en situaciones de diversos tipos que requieren auxilio marítimo tales como naufragios o inundaciones y colaboran con el trabajo de la Armada.

## Historia
Tras algunas tragedias ocurridas en aguas jurisdiccionales uruguayas en los años 1954 y 1955, un grupo de ciudadanos decidió fundar una institución honoraria de salvamento marítimo, con guardia permanente y provista de equipos adecuados así como de tripulaciones entrenadas, para concurrir con celeridad a los llamados de auxilio.
Su estructura sigue el modelo de la primera institución que existió en el mundo, la Royal National Lifeboat Institution de Gran Bretaña, que data desde 1824 y con la cual ha mantenido una relación de amistad y reciprocidad. 
La Asociación Honoraria de Salvamentos Marítimos y Fluviales fue fundada el 23 de julio de 1955, con apoyo de figuras destacadas de la vida nacional. En mayo de 1956 obtuvo la personería jurídica y un año después, mediante fondos provenientes de donaciones empresariales y una colecta pública, logró adquirir en Inglaterra la primera unidad de salvamento, la embarcación ADES 1.
ADES es miembro activo de la International Lifeboat Federation (I.L.F.). Esta Federación integra en carácter de «miembro consultante» la Organización Marítima Internacional (OMI), órgano dependiente de las Organización de las Naciones Unidas.

## Bases
- La base 1 está ubicada dentro del predio del Yatch Club Uruguayo, en el Puerto del Buceo, Montevideo
- La base 2 se encuentra en el Puerto de Colonia del Sacramento.
- La base 3 se encuentra en el Puerto de Punta del Este.
- La base 4 se encuentra en el puerto de Carmelo.
- La base 5 se encuentra en Puerto Sauce, Juan Lacaze.
- La base 6 se encuentra en Puerto Santa Lucía, Santiago Vázquez, ubicada dentro del predio del Yatch Club Uruguayo.
- La base 7 se encuentra en Puerto de Piriapolis Puerto de Piriapolis

|                                                                                               |
| ADES 2, 42ft Watson-class lifeboat ex The Duke of Montrose de la RNLI vendida a ADES en 1989. |

|                                                                                    |
| Ruhr-Stahl, que después sería ADES 3 y que embarcaba la ADES 7 como bote auxiliar. |

| |
| Auxiliar del Ruhr-Stahl, rebautizado como ADES 7. Esta foto es en el Lago Victoria, Uganda, a donde ADES la donó al National Lake Rescue Institute de Uganda. |

| |
| Ex James Cable 37-40 de la R.N.L.I., comprada por ADES en agosto de 1994 y batizada como ADES 13. Es una embarcación Rother-class de 37 pies. |

|                                                                              |
| Ades 20 (todo tiempo) y Ades 11 (semirrígido) saliendo del Puerto del Buceo. |